# کپریونیتسا
کُپْرْیْونیتْسا (به کرواتی: Koprivnica) شهری در ایالت کپریونیتسا-کریژوتسی کشور کرواسی است که جمعیت آن در سال ۲۰۱۱ میلادی ۲۸٬۰۱۶ نفر بوده‌است.